# STOX1
STOX1‏ (Storkhead box 1) هوَ بروتين يُشَفر بواسطة جين STOX1 في الإنسان.
قد يعمل البروتين المُرمَّز بواسطة هذا الجين كبروتين رابط للحمض النووي. ترتبط الطفرات في هذا الجين بمتلازمة ما قبل تسمم الحمل/تسمم الحمل من النوع الرابع (PEE4). وُجِدت نسخ مُتغيِّرة مُتَّصلة بطريقة بديلة تُرمِّز أشكالًا مُتغايرة مختلفة لهذا الجين. 